# Ташмухамедов, Бекжан Айбекович
Бекжан Айбекович Ташмухамедов (27 января 1935 — 25 июня 2020) — советский и узбекский биолог и биофизик, доктор биологических наук, академик Академии наук Узбекистана.

## Биография
Родился 27 января 1935 года в Ташкенте в семье узбекского писателя Айбека.
Окончил Московский государственный университет (1958) и аспирантуру МГУ (1961).
С 1962 г. преподавал и вёл научную работу в Ташкентском государственном университете (младший научный сотрудник кафедры биологии и почвоведения, старший преподаватель и доцент кафедры биохимии и биофизики. В 1971 г. защитил докторскую диссертацию:
- Активный транспорт ионов через биологические мембраны : диссертация … доктора биологических наук : 03.00.00. — Москва; Ташкент, 1970. — 376 с. : ил.

Работал также главным научным сотрудником, затем заведующим Лабораторией биофизики Института биохимии АН УзССР.
В 1979—1986 гг. — заведующий кафедрой биофизики и охраны окружающей среды Ташкентского государственного университета.
В 1986—1992 гг. — директор Института физиологии и биофизики АН Узбекистана. В 1987 году избран действительным членом Академии наук УзССР (1987). Был председателем Отделения биологических наук АН Узбекистана, председателем Высшей аттестационной комиссии (ВАК) Республики Узбекистан.
Автор более 200 научных статей. Участвовал в международных конференциях, посвященных проблемам биологии и биофизики. Подготовил 20 докторов наук и более 40 кандидатов наук. Заслуженный деятель науки Республики Узбекистан. Был главным редактором Узбекского биологического журнала, который выпускался на русском, узбекском и английском языках (ISSN 0042-1685).
Умер 25 июня 2020 года. Похоронен на Чигатайском кладбище в Ташкенте.

## Труды
- Активный транспорт ионов через биологические мембраны. Книга: Ташмухамедов Б. А., Гагельганц А. И. — Изд. — ФАН, — 1973, 352с.
- Нейтротоксины в исследовании биологических мембран. Учеб. пособие для биол. и мед. спец. вузов. Б. А. Ташмухамедов, П. Б. Усманов. — М. : Высш. шк., 1991.; ISBN 5-06-001727-3/